# Arran Fernandez
Arran Fernandez (Inglaterra, junio de 1995) es un matemático británico, que en junio de 2013 se convirtió con 18 años en el mejor estudiante de matemáticas de la Universidad de Cambridge en Inglaterra, una posición que se ha descrito como "el mayor logro intelectual que se puede alcanzar en Gran Bretaña" (Senior Wrangler).
En octubre de 2010, cuando comenzó a estudiar matemática universitaria con 15 años y 3 meses, era el más joven estudiante de pregrado de la Universidad de Cambridge desde William Pitt el Joven en 1773.
También ostenta el récord de edad en obtener un Certificado General de Educación Secundaria (GCSE, por sus siglas en inglés), titulación académica inglesa que se suele obtener a la edad de 16 años. Realizó los exámenes a los cinco años y se le concedió la titulación en 2001.
Desde el año 2000 ha publicado diversas secuencias en la Enciclopedia en Línea de Secuencias de Enteros (OEIS, por sus siglas en inglés), la base de datos de teoría de números creada por Neil Sloane.
Su trabajo en televisión incluye una aparición en 2001 como "Persona de la semana" en el programa de entrevistas de Frank Elstner, de la televisión alemana y una aparición en 2003 en el programa de Terry Wogan and Gaby Roslin, Terry and Gaby Show, que se emite en la televisión británica. En este último ganó al popularizador de las matemáticas, Johnny Ball, en un concurso de aritmética mental en directo, extrayendo las cinco raíces de diversas secuencias largas.
Ha sido educado en casa por su padre Neil Fernández, un pedagogo socialista que aboga por las reformas educativas en Bolivia y Venezuela, que cree que con el estímulo adecuado cualquier niño puede conseguir mucho más en la esfera educativa de lo que se espera.